# トンネル・ビジョン (思考)
トンネル・ビジョン（英語: tunnel vision）は、自分の好む考え方とは異なる他の可能性を考慮しようとしない姿勢を意味するメタファー（隠喩表現）であり、例えば、医師が患者の症状に対処したり、刑事が被疑者を絞り込む場合のように、何らかの好ましい結果を事前に想定してことに当たる状況をいう。この問題を解決する一般的な方法としては、最初の検討とは無関係で、最初の検討者がもっていた思い込みや先入観を共有していない誰かに、検討内容について一から見直してもらう、セカンド・オピニオンがある。
日本語では、視野狭窄の罠（しやきょうさくのわな）、視野狭窄症（しやきょうさくしょう）、直線思考（ちょくせんしこう）などと翻訳されることがある。また、狭量、偏狭を意味する表現とも説明される。
アメリカ合衆国の経営コンサルタントであるジェイ・エイブラハムは、経営について、従来のやり方の延長上でしか発想できないトンネルビジョンに対して、従前とは異なる可能性を柔軟に考慮することができる姿勢をファネルビジョン（funnel は「漏斗」の意）と称して、これを奨励している。